# Великі Чорнокінці (гміна)
Гміна Великі Чорнокінці — сільська гміна у Копичинецькому повіті Тернопільського воєводства Другої Речі Посполитої. Адміністративним центром гміни було село Великі Чорнокінці.
Гміна утворена 1 серпня 1934 року в рамках нового закону про самоврядування (23 березня 1933 року).
Площа гміни — 89,22 км²
Кількість житлових будинків — 1734
Кількість мешканців — 7900
Гміну створено на основі давніших сільських гмін: Босири, Малі Чорнокінці, Великі Чорнокінці, Чорнокінецька Воля, Товстеньке.